# Néo-expressionnisme

Le néo-expressionnisme est un phénomène pictural qui a émergé vers la fin des années 1970 et qui est surtout caractéristique de la scène artistique occidentale des années 1980. Il s'est développé en Europe et en Amérique plus précisément aux États-Unis en réaction à l'art conceptuel et minimaliste.

## Historique
Les néo-expressionnistes reviennent à la peinture figurative, en adoptant un style violemment émotif et une iconographie volontairement provocatrice. Pour ces artistes, il s'agit d'affirmer une expression subjective, renouant avec la matérialité et la gestualité de la peinture.
Bien que le néo-expressionnisme se soit développer dans plusieurs pays, les principales variantes du mouvement sont la bad painting (États-Unis), les Nouveaux Fauves (Allemagne), la Trans-avant-garde (Italie), et la figuration libre (France)

## Quelques artistes néo-expressionnistes

### Allemagne
- Georg Baselitz
- Anselm Kiefer
- Jörg Immendorff
- Albert Oehlen
- Markus Lüpertz
- Martin Kippenberger
- A. R. Penck
- Groupe Normal

### États-Unis
- Jean-Michel Basquiat
- Keith Haring
- Eric Fischl
- Kevin Larmee
- David Salle
- Julian Schnabel

### France
- Jean-Charles Blais
- Rémi Blanchard
- François Boisrond
- James-Jacques Brown
- Robert Combas
- Hervé Di Rosa
- Gérard Garouste
- Jacques Grinberg
- Patrick Lanneau
- René Marcil
- Jeanne Socquet

### Italie
- Francesco Clemente
- Sandro Chia
- Enzo Cucchi
- Mimmo Paladino

### Irak
- Ahmed Al Safi

### Espagne
- Miquel Barceló
- Jorge Rando

### Galerie

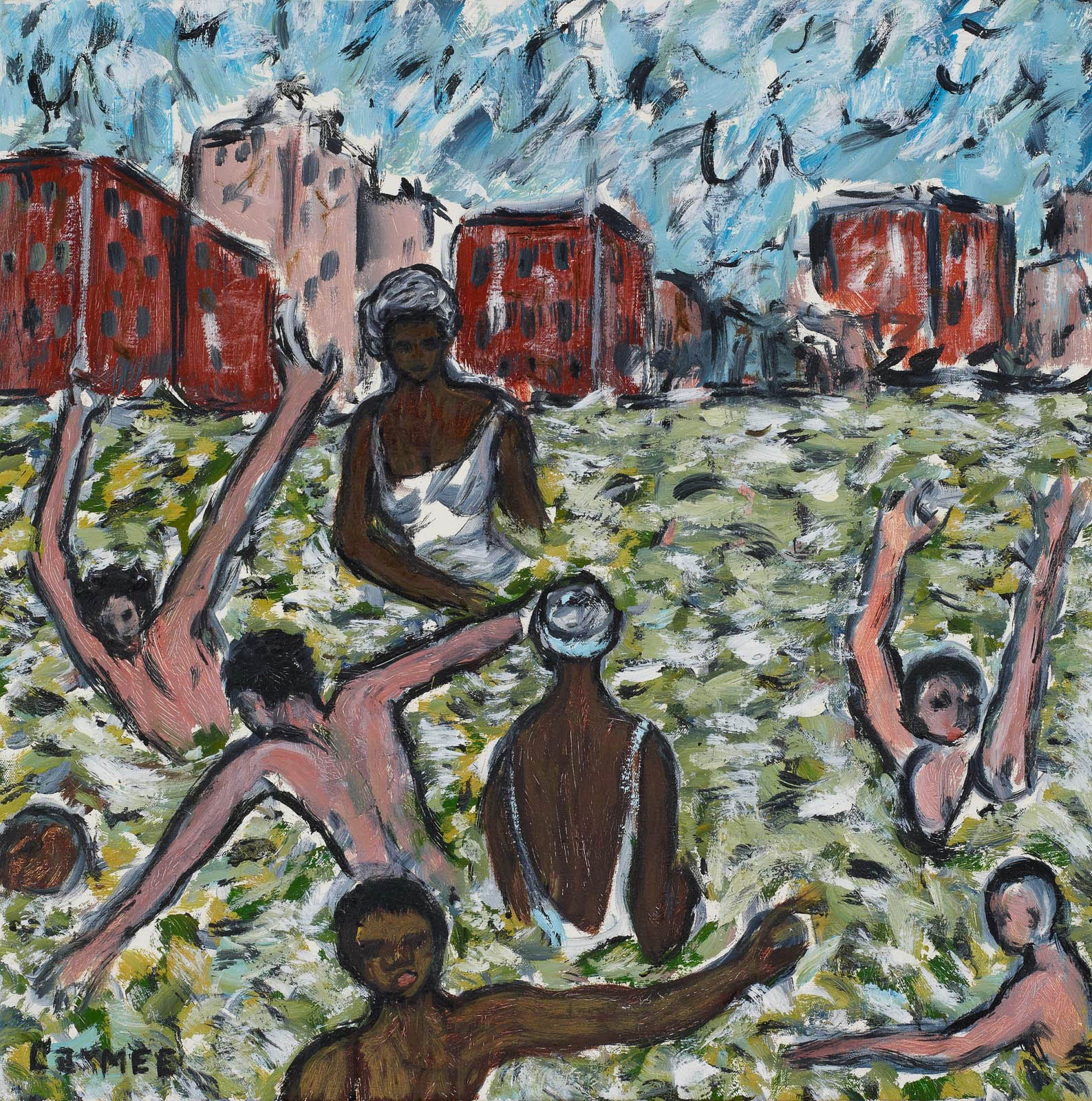
Kevin Larmee, Chicago Beach, Huile sur toile